# Año de Juárez
Año de Juárez är en ort i Mexiko.   Den ligger i kommunen Pueblo Nuevo Solistahuacán och delstaten Chiapas, i den sydöstra delen av landet, 700 km öster om huvudstaden Mexico City. Año de Juárez ligger 675 meter över havet och antalet invånare är 665.
Terrängen runt Año de Juárez är varierad. Runt Año de Juárez är det ganska tätbefolkat, med 90 invånare per kvadratkilometer. Närmaste större samhälle är Simojovel de Allende, 19,3 km sydost om Año de Juárez. I omgivningarna runt Año de Juárez växer i huvudsak städsegrön lövskog.